# Arctosa alpigena lamperti
Arctosa alpigena là một phân loài nhện trong họ Lycosidae.
Loài này thuộc chi Arctosa. Arctosa alpigena lamperti được Maria Dahl miêu tả năm 1908.